# Введенська церква-дзвіниця (Охтирка)
Введенська церква-дзвіниця — православна церква в місті Охтирка, Сумська область, збудована в 1784 році за проектом харківського архітектора Петра Ярославського.

## Опис
Введенська церква-дзвіниця виконана в стилі бароко з елементами класицизму за проектом харківського архітектора П. Ярославського в 1784 році. Це триярусна церква з центричною пірамідальною композицією на невисокому цоколі. На першому ярусі розміщена церква, а на двох верхніх ярусах — дзвони.